# 川幡由佳
川幡 由佳（かわはた ゆうか、1976年1月17日 - ）は、日本の女優、タレント。本名姓は安東（あんどう）。

## 経歴・人物
1976年1月17日、千葉県船橋市に生まれる。
実家は地元では名の知られた金物店。店内のPOP広告は全て由佳が手掛けている。金物店であるが、天然オレンジオイル洗剤の輸入販売元でもある。1988年4月1日、女子美術大学付属中学校入学。在学中より演劇に熱中する。1991年4月1日、女子美術大学付属高等学校入学。1993年6月9日、雅子さまご成婚のパレードを見物していたところ、NHKにインタビューされる。皇太子さま（当時）と雅子さまの似顔絵を掲げた3人組の映像が全国に放送された（同級生によると皇室オタだった）。31年後の2024年6月12日に放送された『あの日 偶然そこにいて』（NHK総合）でこのときの3人組の一人が川幡であることが明かされる。
1994年4月1日、女子美術短期大学造形科入学。在学中にCMモデルの事務所に所属、いくつかのCMに出演。
卒業後、スターダストプロモーションに所属（2007年3月31日まで）。1996年、ドラマ『氷炎 死んでもいい』のヒロインを務め、女優デビューを果たす。
1998年から『日立 世界・ふしぎ発見!』のミステリーハンターを長年務めている。出動回数は2024年3月30日の放送終了までの総計で40回、これは歴代9位である。
2004年1月に放送された『日立 世界・ふしぎ発見!』の中で、ムエタイ歴10カ月のタイ人少女と対戦した。放送後、川幡の元に当時TBSアナウンサーだった安東弘樹からメールが届く。「先ほどのムエタイの試合、見事な負けっぷりでしたね　ぜひ今度、お会いしたいです」。これがきっかけで二人は急接近、2005年9月19日に結婚している。安東によると「殴られてね、“あう！”って出した声に、演技がなかったんです。全部がまっすぐな人柄に見えたんです」というが、川幡に惹かれたきっかけとして「負けっぷり」と答えている。2006年7月7日に、第1子となる2,780gの長男を出産。2010年2月9日に、第2子となる2,514gの次男を出産。2024年6月現在、芸能界は引退、実家の監査役を務める。
特技は油絵、似顔絵、イラスト。本人公式サイトには自作のイラストをよく載せている。

## フィルモグラフィ

### 映画
- 虹の岬 (1999年4月3日) - 夕起子 役[8]
- 修羅のみち（2001年7月20日）- 太田ユキ 役[9]

### テレビドラマ
- 氷炎 死んでもいい（1997年3月31日 - 6月27日、東海テレビ=フジテレビ系）- 佐藤佐和 役[3]
- ママだって夏休み (ドラマ新銀河)（1997年8月、NHK）[10]
- ぼくの彼女は外資系（1999年11月15日 - 12月20日、日本テレビ系）-ヒロイン・毬谷ゆみ 役[3][11]
- 僕んちのロングバケーション（ドラマ愛の詩）第1話（2000年1月8日、NHK教育）※『ママだって夏休み』を再編集したもの。当初は新番組という触れ込みで放送開始したが、視聴者の指摘を受け第3話以降その旨を字幕で表示するようになる[12]。
- 温泉へ行こう２ Let's go ONSEN 第58・59話（2001年、TBS）[13]
- 渡哲也サスペンス・絆 (女と愛とミステリー)（2002年3月17日、BSジャパン）[14]
- ほーむめーかー（愛の劇場）（2004年4月26日 - 6月4日、TBS）[15]

### その他のテレビ番組
- 熱中ホビー百科（NHK教育）
  - 「海をかけろ!ボードセーリング」（1997年）
  - 「エンジョイ!フィッシング」（1998年）
  - 「我楽多（がらくた）アートスクール」（1998年）
  - 「ギャップを体感!フレッシュモーグラー」（1999年）
- 日立 世界・ふしぎ発見!（TBS）- ミステリーハンター
  - 593回「AZTECA, IMPERIO PERDIDO 〜運命の女マリンチェ〜」（1998/06/06）
  - 608回「古代エジプト 最大の危機！砂に消えた王妃の涙」（1998/09/19）
  - 621回「冬の怪談！アジアもののけ王国を行く」（1998/12/26）
  - 629回「オーストラリア縦断３０００キロ 豪華列車を追え！」（1999/02/27）
  - 642回「蒼き狼は眠らない！内モンゴル　チンギス・ハーン紀行」（1999/06/05）
  - 659回「華麗なる500年王朝　韓国大紀行」（1999/10/09）
  - 675回「台湾加油　復活した東洋の宝島」（2000/02/26）
  - 680回「古代エジプト　ファラオ四大遺産の謎を解け！」（2000/04/08）
  - 688回「タイ、マレーシア　命がけ！幻の食材を巡る冒険！！」（2000/06/03）
  - 692回「発掘最新報告！古代出雲王国の謎」（2000/07/01）
  - 697回「東照宮の謎 徳川埋蔵金伝説を追え！！」（2000/08/05）
  - 702回 「魂の唄が聞こえる島　沖縄芸能に秘められた真実」 (2000/09/09)
  - 710回 「緊急レポート　推古天皇と聖徳太子 謎の七世紀を解け！」 (2000/11/11)
  - 714回 「海底大発掘・沈没船が語る日中二千年！」 (2000/12/09)
  - スペシャル回 「最新ミステリースペシャル　古代から新世紀へ 封印された５つの謎」 (2001/01/06)
  - 735回 「海を隔てて7000キロ 南インドと日本の不思議な関係」 (2001/06/02)
  - 738回 「日本人が描いた夢 ニッポン・ロボット物語」 (2001/06/23)
  - 744回 「熱帯雨林カリマンタン ジャングルの宝物を求めて」 (2001/08/11)
  - 754回 「ナイル川紀行 前編　エジプト　豪華列車とクルーザーで母なる流れを遡る」 (2001/10/27)
  - 755回 「ナイル川紀行 後編　エチオピア 青きナイルの源流を目指す！」 (2001/11/10)
  - 759回 「ニュージーランド夏物語　キーウィスタイルで行こう」 (2001/12/15)
  - 763回 「Paradise of ART　美の精霊が宿る島　パプアニューギニア」 (2002/01/19)
  - 765回 「手毬を愛した僧侶　良寛の謎」 (2002/02/02)
  - 778回 「ベンガルの黄金を探せ！　－バングラデシュ大紀行－」 (2002/05/11)
  - 781回 「後醍醐天皇と秘密の力」 (2002/06/01)
  - 785回 「花と自転車の国オランダ　ミッフィーの世界へようこそ」 (2002/07/13)
  - 787回 「タイムマシンに乗った男　H.G.ウェルズ」 (2002/07/27)
  - 792回 「スペイン　アンダルシア　マグロ海道をゆく」 (2002/08/31)
  - 798回 「パプアニューギニア　魂の踊りを求めて」 (2002/10/19)
  - スペシャル回 「800回突破!!超ミステリースペシャル」 (2003/01/04)
  - 809回 「エジプト カイロ博物館の100年 古代エジプトの遺産を救え！」 (2003/01/18)
  - 811回 「北京探検」 (2003/02/01)
  - 824回 「江戸開府400年　徳川魔法戦記」 (2003/05/10)
  - 830回 「緑の小宇宙　ボルネオ　森の謎を追え!!」 (2003/06/21)
  - 833回 「ブルガリア　バラの谷の夏」 (2003/07/12)
  - スペシャル回 「19年目大突入スペシャル　古代エジプトから宇宙まで…　5000年の歴史を変えた四大ドリーム！」 (2003/12/27)
  - 854回 「強く！美しく！健やかに！　タイで健康体！」 (2004/01/10)
  - 865回 「ミッション・オブ・ザ・マヤ　暦の謎を解け！」 (2004/03/27)
  - 906回 「湯るりと行こう　日本温泉雪景色」 (2005/02/19)
  - 913回 「ザ・ミステリアス・クィーン　ベルリンの至宝が解く消されたエジプト史」 (2005/04/23)
  - 918回 「源 義経　ヒーローはなぜ生まれたのか？」 (2005/05/28)
  - 927回 「春のスイス！　アルプス絶景紀行」 (2005/07/30)
  - 932回 「時空(とき)の旅人　松尾芭蕉　奥の細道　俳句講座」 (2005/09/10)
  - スペシャル回 「世界ふしぎ発見！2005秋スペシャル　絶景＆感動！ミステリーハンター激闘SPECIAL！」 (2005/10/08)
  - 1626回「世界ふしぎ発見!レギュラー最終回!38年のベストワン映像大公開SP」（2024/03/30、レギュラー放送最終回）ミステリーハンターとしてでは無く最終問題の出題者として出演。

（697回までの出典:、675回から798回までの出典:、2003年1月3日のスペシャル回以降の出典:）
- 住人十色（MBS）（レポーター、不定期出演）
- そこが知りたい 特捜!板東リサーチ（CBC）

### ラジオ番組
- DJショー（NHK-FM）- アシスタント
- サタデーホットリクエスト（NHK-FM）- アシスタント（1999年4月 - 2000年3月）

### CM
- 麺づくり（東洋水産）
- 日興証券
- 写ルンです（富士フイルム）息子の恋人篇（出演:高島忠夫, 寿美花代, 高嶋政宏, 川幡由佳）※1995年10月度のCM好感度1位になる[19]
- エッセンシャル（花王）

（以上出典:）
- 葛根湯（カネボウ薬品）
- アリナミンV（タケダ）
- アリコジャパン
- 株式会社セレモニー

（以上出典:）

## 出版
- 川幡由佳『やまとの大冒険: ジャングルのクリスマスツリー』講談社〈講談社青い鳥文庫〉、2004年。ISBN 978-4-06-148669-0。
- 安東弘樹、川幡由佳『安東さんちの子育てちからこぶ』情報センター出版局、2009年。ISBN 978-4-7958-4063-8。